# Eufònia de coroneta taronja
L'eufònia de coroneta taronja (Euphonia anneae) és un ocell de la família dels fringíl·lids (Fringillidae).

## Hàbitat i distribució
Habita la selva pluvial, clars i vegetació secundària a les terres baixes del vessant del Carib de Costa Rica, ambdues vessants de Panamà i nord-oest de Colòmbia.